# John Henry Pepper
John Henry "Professor" Pepper (Westminster, Londres, 17 de juny de 1821 – 25 de març de 1900) fou un científic i inventor anglès, qui durant la seva vida va realitzar nombroses demostracions públiques científiques, sorprenent al seu públic. A través de les seves innovacions tecnològiques, va deixar admirats tant a la reialesa, com als seus col·legues científics, i a incomptables ciutadans de diferents parts del món. La seva obra més memorable i un dels motius pel qual se'l recorda és el desenvolupament de la seva tècnica de projecció coneguda com el Fantasma de Pepper, ampliant el concepte d'Henry Dircks. Va supervisar a més diverses càtedres a l'Institut Politècnic Real de la Universitat de Westminster, al Regne Unit, escrivint al seu torn diversos llibres educatius, sent un d'ells considerat pedra fonamental per a la comprensió de la deriva continental. Part de la seva vida va tenir lloc a Austràlia, on va fracassar a utilitzar la conducció elèctrica i explosions aèries per aconseguir pluja artificial.

## Primers anys
Va realitzar els seus primers estudis en el King College School, on va ser alumne de John Thomas Cooper i on va despertar la seva vocació per la ciència. Als 19 anys va començar la seva carrera com a assistent de professor a l'Escola Grainger de Medicina, i a la curta edat de 22 anys va ser reconegut com a "Fellow" (company) de la Chemical Society anglesa.

## Carrera professional a Anglaterra

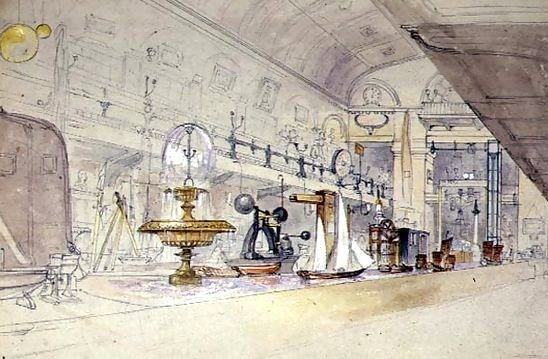
Obra de G.F. Sargeant, publicada l'any 1847, representant l'interior de l'institut Politècnic Real.

L'institut Politècnic Real va ser seu de la seva primera classe com a professor l'any 1847, i un any més tard també va assumir el càrrec d'analista químic. En començar la dècada de 1850 va ser nomenat director de la institució, per ser després convidat a impartir docència en algunes de les més prestigioses universitats britàniques, com l' Eton College, el Harrow School i el Haileybury College, així com als Estats Units i Austràlia. Adquirit el seu sobrenom de "Professor Pepper", va optar per realitzar regularment demostracions d'innovacions científic/tecnològiques, a fi d'entretenir a l'audiència i despertar interès i curiositat en com funcionaven aquells elements. En diverses demostracions va desemmascarar a la màgia fraudulenta de l'època, exposant els seus trucs i enganys, i va guanyar gran popularitat per la seva nova tècnica avui coneguda com el Fantasma de Pepper.

### El fantasma de Pepper
Henry Dircks, un enginyer oriünd de la ciutat de Liverpool, és considerat com l'autor d'un mètode per projectar a un actor en un escenari utilitzant solament miralls i una bona il·luminació, batejant al mètode com "Dircksian Phantasmagoria". L'actor tindria un aspecte fantasmagòric i espectral, no obstant això seria capaç d'interactuar amb altres actors sobre l'escenari. Pepper va prendre els fonaments de la idea, i va decidir recrear-ho a gran escala, compartint la llicència d'ús amb Dircks. La seva primera demostració va ser la interpretació de la famosa obra de Charles Dickens The Haunted man and the Ghost's bargain durant el Nadal de 1862, la qual va culminar amb Dircks atorgant tots els drets financers a Pepper.
A través d'aquests actes la projecció va adquirir el nom del Fantasma de Pepper. Malgrat les queixes i frustracions de Dircks, i de les insistències de Pepper d'incloure el seu nom en els crèdits de la tècnica, finalment el nom va popularitzar a l'home que el va fer popular. Existeixen documents que suggereixen que en realitat Pepper va declarar la seva exclusiva autoria sobre el mètode, en haver estat inspirat pel llibre "Recreative Memoirs", publicat en 1831 per Étienne-Gaspard Robert.
L'efecte fantasma de Pepper va ser molt aclamat pel públic en general i admirat pels seus col·legues científics, al punt que el públic visitava el teatre repetides vegades envaït per la seva curiositat, intentant desxifrar l'incomprensible mètode del científic. Fins i tot el reconegut físic Michael Faraday va sol·licitar una explicació sobre aquell fet, en donar-se per vençut després de pretendre descobrir la tècnica utilitzada per Pepper.

### Treball com a autor
Pepper va escriure onze populars llibres sobre ciència a partir de 1850. The Playbook of Metals (El llibre dels metalls) va ser escrit basat en les obres i recerques d'Antonio Snider-Pellegrini, i es va constituir com un material de summa importància per a la comprensió de la teoria de la deriva continental. Els seus escrits van adquirir una fama inesperada, especialment The Boy's Playbook of Science (El llibre de ciència del nen), arran d'això, molts col·legis secundaris de Regne Unit els van utilitzar com a material d'estudi, i al seu torn, escoles de Pennsylvania i Brooklyn (EE.UU.) van adquirir còpies dels seus llibres en la seva versió nord-americana per utilitzar-los amb la mateixa fi.

### Electricitat i llum
Pepper era fanàtic de la recentment descoberta electricitat, arribant fins i tot a il·luminar el Trafalgar Square i la Catedral de Saint Paul de Londres, amb l'objecte de celebrar el casament d'Eduard VII, príncep de Gal·les, amb Alejandra de Dinamarca, utilitzant una modificació del llum d'arc. El 21 de desembre de 1867 en el banquet dels "Nobles i cavallers de la ciència", Pepper va aconseguir comunicar al Duc de Wellington i al president dels Estats Units, Andrew Johnson, a través d'un telegrama, el qual va trigar menys de 10 minuts a creuar l'Atlàntic i altres 20 a ser reeixidament respost per l'autoritat nord-americana. Aquesta transmissió va significar un important avanç per a la ciència, que aconseguia millorar les comunicacions a llarga distància de manera efectiva.

## Vida a Austràlia
L'esposa de Pepper, Mary Ann (n. 1831) i el seu petit fill, donat a llum l'any 1856, van acompanyar a l'inventor anglès entre 1874 i 1879 en una gira per Estats Units i Canadà, fins que la família va rebre una invitació de residència a Austràlia. Quatre dies després de desembarcar a Melbourne, Pepper va donar la seva primera classe com a professor universitari al país, i un mes després viatjaria a Sydney a fi de trobar una major audiència per a les seves demostracions.
L'estrany misteri de Fred Fisher, granger aparentment desaparegut l'any 1826 al poble de Campbelltown, Sydney, no va trigar a arribar a l'orella de Pepper, qui no va dubtar a sorprendre al públic australià recreant al mateix Fantasma de Fisher en diversos dels seus escenaris. La llegenda del fantasma de Fisher encara perdura fins al dia d'avui en sòl australià, i fou per la rellevància de la història que Pepper va aconseguir un cert èxit amb la seva recreació fantasmagòrica, però passat un temps, aquest mateix èxit es va transformar en monotonia, i Pepper va començar a perdre l'interès del seu públic. Per aquest motiu, va realitzar intents de guionar, actuar i ser director d'un drama romàntic mal rebut pels espectadors, anomenat Hermes and the Alchymist (Hermes i l'alquimista).
Durant els dos anys posteriors a la seva arribada Pepper va realitzar nombroses gires per Austràlia, visitant Nova Gal·les del Sud, Victoria i Austràlia meridional, per després assentar-se en Ashgroove, Queensland, on es va exercir com a analista públic. Passat un temps va tornar a exercir com a professor de química en diversos establiments educatius de la zona, i es creu que va ser formalment el primer professor d'aquesta assignatura al país.

### Pluja artificial
L'estiu de 1882 va portar per a la zona de Queensland una notòria sequera, acompanyada per altes temperatures i indetectabls precipitacions. Pepper va considerar que una solució científica a aquell fet era factible, per la qual cosa va intentar aconseguir la fita de la pluja artificial. El 30 de gener de 1882 va realitzar avisos publicitaris en el periòdic The Brisbane Courier en els quals s'establia com a data de l'esdeveniment al 4 de febrer de 1882, a l'Hipòdrom Eagle Farm. Posteriors avisos a més van fer fama de "diverses il·lustracions interessants sobre el Fenomen Atmosfèric", i dels mètodes planejats per ser usats.
Pepper va començar experimentant setmanes abans de l'esdeveniment. Va poder fer-se de diversos materials, tals com deu canons petits, coets del cuirassat HMS Cormorant, una mina de terra, i grans quantitats de pólvora. El pla s'explicava en encendre una foguera que llanci fum a l'aire, per després causar una explosió en els núvols que contribueixi al canvi en la seva condició elèctrica. Pepper va considerar que aquests efectes provocarien una sort de pluja artificial. Diversos dels seus ajudants van intentar sense èxit llançar la munició a l'aire durant les proves, per la qual cosa Pepper va decidir reduir la seva grandària, en ser massa pesades.
L'Hipòdrom Eagle Farm va ser visitat per 700 persones que sentien curiositat per l'experiment de Pepper. Els intents per generar una explosió en l'aire van ser en va, ja que una sobrecàrrega de pólvora en un dels canons va provocar una explosió de major envergadura dins del mateix artefacte, el qual va anar violentament llançat contra una de les tribunes. D'altra banda, els coets van ser a punt de convertir-se en causants d'una catàstrofe, en ser llançats gairebé horitzontalment i en passar un d'ells a pocs metres de la ubicació del públic.

Com era d'esperar, la reacció del públic va ridiculitzar a Pepper, qui va ser esbroncat i insultat en fallar el seu intent, sent a més objecte de burles per bona part de l'audiència. La premsa, amb periòdics com el Warwick Daily News, va catalogar a la demostració com un "fiasco pseudo-científic". El tracte rebut per Pepper tant per part del públic com per la comunitat científica va desencadenar l'escriptura d'una carta a The Brisbane Courier, datada al 27 de maig de 1882:
"El meu experiment a Queensland va ser rebut amb tal escarn i insults que impulsen la meva voluntat d'encomanar a uns altres l'honor i les despeses de tractar de fer el ben en persuadir suaument als núvols per fer caure algunes gotes"
En els anys següents altres científics van intentar el que Pepper va anomenar la "manipulació dels núvols". En una altra carta a The Brisbane Courier que data d'abril de 1884 Pepper es refereix a un d'aquests científics, manifestant que manté l'esperança que "no sigui menyspreat o tractat amb les mateixes bromes i insults obscens i fàcils que caigueren sobre el meu cap".

## Mort
Pepper finalment retorna a Anglaterra l'any 1889 a fi de gaudir del seu retir. Va morir a Leytonstone el 25 de març de 1900. Existeix una placa commemorativa a Pepper al cementiri de West Norwood.